# Montgomery County, Maryland
Montgomery County är ett administrativt område i delstaten Maryland, USA med 971 777 invånare (2010). Den administrativa huvudorten (county seat) är Rockville.
Konstmuseet Glenstone Museum ligger i tätorten Potomac i Montgomery County.

## Geografi
Enligt United States Census Bureau har countyt en total area på 1 313 km². 1 285 km² av den arean är land och 31 km² är vatten. Countyt ingår i Washingtons storstadsområde.

### Angränsande countyn
- Frederick County - nordväst
- Howard County - nordöst
- Prince George's County - sydöst
- Washington, D.C. - syd
- Loudoun County, Virginia - väst
- Fairfax County, Virginia - sydväst